# Blautäubchen
Das Blautäubchen (Claravis pretiosa), auch Schmucktäubchen oder Graublaues Täubchen genannt, ist eine Art der Taubenvögel und gehört zur Unterfamilie der Amerikanischen Kleintauben. Die in Mittel- und Südamerika beheimateten Blautäubchen weisen einen auffallenden Geschlechtsdimorphismus auf. Während die Männchen ein überwiegend helles blaugraues Gefieder haben, sind die Weibchen zimtbraun. Die Art gilt als nicht gefährdet, auch wenn sie in einigen Teilen des Verbreitungsgebietes nicht häufig vorkommt. Das Männchen ist auf Grund seiner Färbung unverwechselbar. Das Weibchen weist dagegen Ähnlichkeit zum Purpurbrusttäubchen und zu Geoffroys Täubchen auf.

## Erscheinungsbild
Das Blautäubchen erreicht eine Körperlänge von 21 Zentimetern. Es ist damit deutlich kleiner als eine Lachtaube. Verglichen mit dieser Art ist das Blautäubchen gedrungener und weist einen kürzeren Schwanz auf.
Beim Männchen sind Stirn und Kehle fast weiß. Das übrige Gefieder ist überwiegend hell blaugrau. Die Körperunterseite ist dabei etwas heller. Sowohl auf den Flügeldecken als auch auf den Armschwingen finden sich reihenweise angeordnete schwarze Flecken. Die Handschwingen sind schwarzgrau. Die Unterschwanzdecke ist grauweiß. Das Weibchen hat eine grauweiße Stirn und Kehle, der Kopf ist ansonsten graubraun. Auffallend ist der Zimtbraune Rücken und Rumpf. Die Flecken auf Flügeldecken und Armschwingen sind bei ihr rötlich-violett.

## Verbreitung und Lebensraum
Das Verbreitungsgebiet des Blautäubchens reicht vom Osten Mexikos über Mittelamerika bis in den Nordwesten Perus (westlich der Anden) und in den Norden Argentiniens, Paraguays und den Süden Brasiliens. Der Lebensraum dieser Taubenart sind feuchte und semifeuchte Wälder, trockene Laubwälder, Waldränder, Lichtungen und Strauchsavanne. Die Höhenverbreitung reicht vom Tiefland bis in Höhenlagen von 2.100 Meter über NN.

## Verhalten
Blautäubchen sind überwiegend Standvögel. Allerdings kommt es insbesondere in den arideren Regionen ihres Verbreitungsgebietes zu saisonalen Wanderungen, wenn die Nahrungsressourcen knapper werden. Auf der Yucatan-Halbinsel sind Blautäubchen von März bis Mai sehr selten, dagegen sind es relativ häufige Vögel im Zeitraum Juni bis August. In Peru und Bolivien werden solche Wanderbewegungen dagegen nicht beobachtet. Blautäubchen sind bodenbewohnende und unauffällige Tauben. Sie fliegen nur auf, wenn sie gestört werden und baumen dann meist bereits in der Nähe auf niedrigen Zweigen auf. Sie kommen überwiegend einzeln oder in Paaren vor. Kleinere Trupps oder gar größere Schwärme sind sehr selten. Das Nahrungsspektrum umfasst Sämereien, kleine Früchte und Insekten.
Die Fortpflanzungszeit ist abhängig vom jeweiligen Verbreitungsgebiet. In Panama brütet diese Art beispielsweise von März bis August, während sie in Peru und Bolivien gewöhnlich im Zeitraum September bis Dezember brütet. Das Nest wird in dichtem Unterholz oder in Schlingpflanzen errichtet und besteht aus einer sehr lockeren und fragilen Plattform aus Zweigen. Das Gelege besteht aus zwei weißschaligen Eiern. Die Brutzeit beträgt 14 bis 15 Tage und die Jungvögel sind nach 13 bis 14 Tagen flügge. Sie verlassen allerdings das Nest häufig bereits ab ihrem 10. Lebenstag.

## Haltung in menschlicher Obhut
Blautäubchen wurden das erste Mal 1857 im Zoo von Amsterdam gezeigt. Sie sind allerdings heute in der europäischen Wildtaubenhaltung wegen ihrer Friedfertigkeit gegenüber anderen Vogelarten, ihrer attraktiven Färbung und dem harmonischen Körperbau zwar gefragte, aber verhältnismäßig selten gehaltene Tauben. Zum Beginn der 1990er Jahre wurden in den Niederlanden, Belgien und Deutschland insgesamt nur etwa 100 Zuchtpaare gehalten. Sie benötigen helle, sonnenbestrahlte Volieren. Da sie kälteempfindlich sind, müssen sie warm überwintert werden.

## Belege